# 利泰尼
利泰尼是羅馬尼亞的城鎮，位於該國東北部，距離首府蘇恰瓦25公里，由蘇恰瓦縣負責管轄，面積72.63平方公里，海拔高度235米，2011年人口9,535，大多數居民信奉東正教。